# Надпероксид цезия
Надперокси́д це́зия — CsO2, неорганическое бинарное соединение цезия с кислородом, имеющее ионное строение: (Cs+)(O2−). Оранжево-жёлтые парамагнитные тетрагональные кристаллы. Также имеется бесцветная и прозрачная модификация. Плавится только под избыточным давлением кислорода. Очень сильный окислитель. Используется для регенерации кислорода в космических кораблях.
При нагревании меняет цвет на оранжевый, а выше 400 °C диссоциирует:
{\displaystyle {\mathsf {2CsO_{2}\rightarrow Cs_{2}O_{2}+O_{2}}}}
Обладает сильными окислительными способностями:
{\displaystyle {\mathsf {2CsO_{2}+MnO_{2}=Cs_{2}MnO_{4}+O_{2}}}}
Реагирует с водой, кислотами, водородом, углекислым газом с выделением O2:
{\displaystyle {\mathsf {2CsO_{2}+2H_{2}O=2CsOH+H_{2}O_{2}+O_{2}}}}
{\displaystyle {\mathsf {4CsO_{2}+2CO_{2}=2Cs_{2}CO_{3}+3O_{2}}}}
С озоном при комнатной температуре образует озонид:
{\displaystyle {\mathsf {CsO_{2}+O_{3}=CsO_{3}+O_{2}}}}
Получают сжиганием цезия в избытке кислорода, окислением кислородом расплавов гидроксида цезия или растворов цезия в жидком аммиаке.